# قرار تعلیق تعقیب
قرار تعلیق تعقیب طبق ماده ۸۱ قانون آیین دادرسی کیفری با شرایط زیر صادر می‌شود:
1. در جرائم تعزیری درجه شش هفت و هشت
2. که در آن‌ها شرایط تعلیق اجرای مجازات وجود داشته باشد با لحاظ مواد ۴۶ و ۴۷ قانون مجازات اسلامی
3. در صورت فقدان شاکی یا گذشت شاکی و جبران خسارات وارده یا فراهم شدن ترتیب پرداخت با موافقت بزه دیده
4. فقدان سابقه محکومیت مؤثر کیفری با لحاظ ماده ۲۵ قانون مجازات اسلامی

پس از اخذ موافقت متهم و اخذ تأمین مناسبت در صورت ضرورت: امکان صدور قرار تعلیق تعقیب به مدت ۶ ماه تا ۲ سال توسط مقام قضایی تعقیب وجود دارد.
در کلیه جرایم با مجازات قانونی حبس تا دو سال جزای نقدی تا ۸۰ میلیون میلیون ریال شلاق تا ۷۴ ضربه و در جرایم منافی عفت تا ۹۹ ضربه محرومیت از حقوق اجتماعی تا ۵ سال انتشار حکم قطعی در رسانه‌ها منع از فعالیت‌های شغلی و اجتماعی دعوت عمومی افزایش سرمایه و اصدار برخی اسناد تجاری در مورد اشخاص حقوقی حداکثر تا مدت پنج سال اگر شرایط تعلیق اجرای مجازات با لحاظ مواد ۴۶ و ۴۷ قانون مجازات اسلامی فراهم شده باشد با رعایت ماده ۸۱ قانون آیین دادرسی کیفری مقام قضایی می‌توانند به صدور قرار تعلیق تعقیب اقدام نمایند.
با لحاظ ماده ۳۴۶ آیین قانون آیین دادرسی کیفری جرایم درجه ۷ و ۸ مستقیماً در دادگاه مطرح می‌شود پس مقام صدور تعلیق تعقیب در این جرایم قاضی دادگاه و مرجع اعتراض به آن با وحدت ملاک از ماده ۸۰ قانون آیین دادرسی کیفری دادگاه تجدید نظر استان است.
در جرایم تعزیری درجه ۶ مقام صادرکننده قرار تعلیق تعقیب دادستان است و مرجع صالح برای اعتراض به این قرار دادگاهی است که صلاحیت رسیدگی به آن اتهام را با رعایت ماده ۲۷۱ قانون آیین دادرسی کیفری داشته باشد.